# Automedicació
L'automedicació és la medicació sense consell mèdic (en el cas de medicaments de prescripció) i farmacèutic (en el cas de medicaments OTC). Crea diverses complicacions si no es tenen suficients coneixements. Algunes d'aquestes complicacions són les següents:
- Disminució de l'efectivitat dels antibiòtics en la persona que els pren i generació de soques de bacteris resistents (vegeu Resistència als antibiòtics) a l'antibiòtic que poden infectar a altres persones
- Interaccions

Un cas amb poc risc d'automedicació és el dels medicaments contra el constipat. Normalment els metges els recomanen quan el pacient va a consulta i a vegades recomanen el seu ús sense la indicació d'una nova visita. Una alternativa de la consulta mèdica és la consulta amb el farmacèutic, que posseeix un important coneixement dels medicaments que dispensa com a resultat d'una carrera universitària i de la seva constant formació post-universitària. El farmacèutic, en cas que vegi necessari un diagnòstic, ha de remetre al pacient al metge.
Encara que l'ús incorrecte de medicaments s'associa amb el que els pren, en alguns casos el tractament inadequat és prescrit pel propi metge. És el cas de receptar sistemàticament antibiòtics per al refredat o la grip. Els antibiòtics no tenen efecte en aquestes malalties, ja que només són útils en els casos que es combinen amb altres infeccions.

## Medicaments sense recepta mèdica
En les farmàcies es poden dispensar alguns medicaments sense necessitat d'una recepta; aquests medicaments es coneixen com a medicaments de venda lliure i també com a medicaments de venda directa o medicaments de venda sense recepta o OTC (over the counter). És possible que en l'actualitat els casos de reaccions adverses a medicaments es deguin a fàrmacs que no van ser subministrats per metges, és a dir casos d'automedicació; els medicaments només s'han de dispensar en la farmàcia sota recepta mèdica excepte quan el farmacèutic pot recomanar un medicament de venda lliure, com per exemple per a un refredat comú, un dolor lleu, etcètera.
Els farmacèutics espanyols reclamen que es revisi la llista de medicaments amb recepta perquè a Espanya no la hi modifica des de 1985. Existeixen alguns casos cridaners, com el dels medicaments Fluimucil (sense recepta) i Flumil (amb recepta), que tenen igual composició, la mateixa dosi i el mateix fabricant; l'única diferència és que un necessita recepta i l'altre no, però el segon és més car.